# Marc Iliffe
Marc Iliffe (ur. 27 czerwca 1972, zm. 11 lutego 2003 w Wellingborough) – angielski strongman.
Trenował z Billem Pittuckiem. Wziął udział dwukrotnie w Mistrzostwach Świata Strongman, w latach 2001 i 2002. W Mistrzostwach Świata Strongman 2001 doznał kontuzji w rundach kwalifikacyjnych. W Mistrzostwach Świata Strongman 2002 również nie udało mu się zakwalifikować do finału. W 2002 r. kariera siłacza została przerwana w wyniku kontuzji dysku kręgosłupa i spowodowanego tym niedowładu nóg.
11 lutego 2003 Marc Iliffe został znaleziony martwy, powieszony na sprzęcie treningowym w swojej domowej siłowni, w mieście Wellingborough. Po śmierci wykryto, że przyjmował nielegalne sterydy anaboliczne, które mogły spowodować załamanie psychiczne siłacza.
Wymiary:
- wzrost 183 cm
- waga 115 kg

## Osiągnięcia strongman
- 2002
  - 1. miejsce - Mistrzostwa Wielkiej Brytanii Strongman